# Glochidion macrostigma
Glochidion macrostigma är en emblikaväxtart som beskrevs av Joseph Dalton Hooker. Glochidion macrostigma ingår i släktet Glochidion och familjen emblikaväxter. Inga underarter finns listade i Catalogue of Life.